# Darren Knowles
Darren Thomas Knowles (sinh ngày 8 tháng 10 năm 1970) là một cầu thủ bóng đá người Anh thi đấu ở Football League cho Stockport County, Scarborough và Hartlepool United.